# Route nationale 95 (Belgique)
Pour les articles homonymes, voir Route nationale 95.
La route nationale 95 est une route nationale de Belgique de 20,0 kilomètres qui relie Dinant à Beauraing via Anseremme et Falmignoul

## Description du tracé

### Communes sur le parcours
- Région wallonne
  -  Province de Namur
    - Dinant
    - Falmignoul
    - Mesnil-Saint-Blaise
    - Feschaux
    - Beauraing